# Пристрій Судного дня

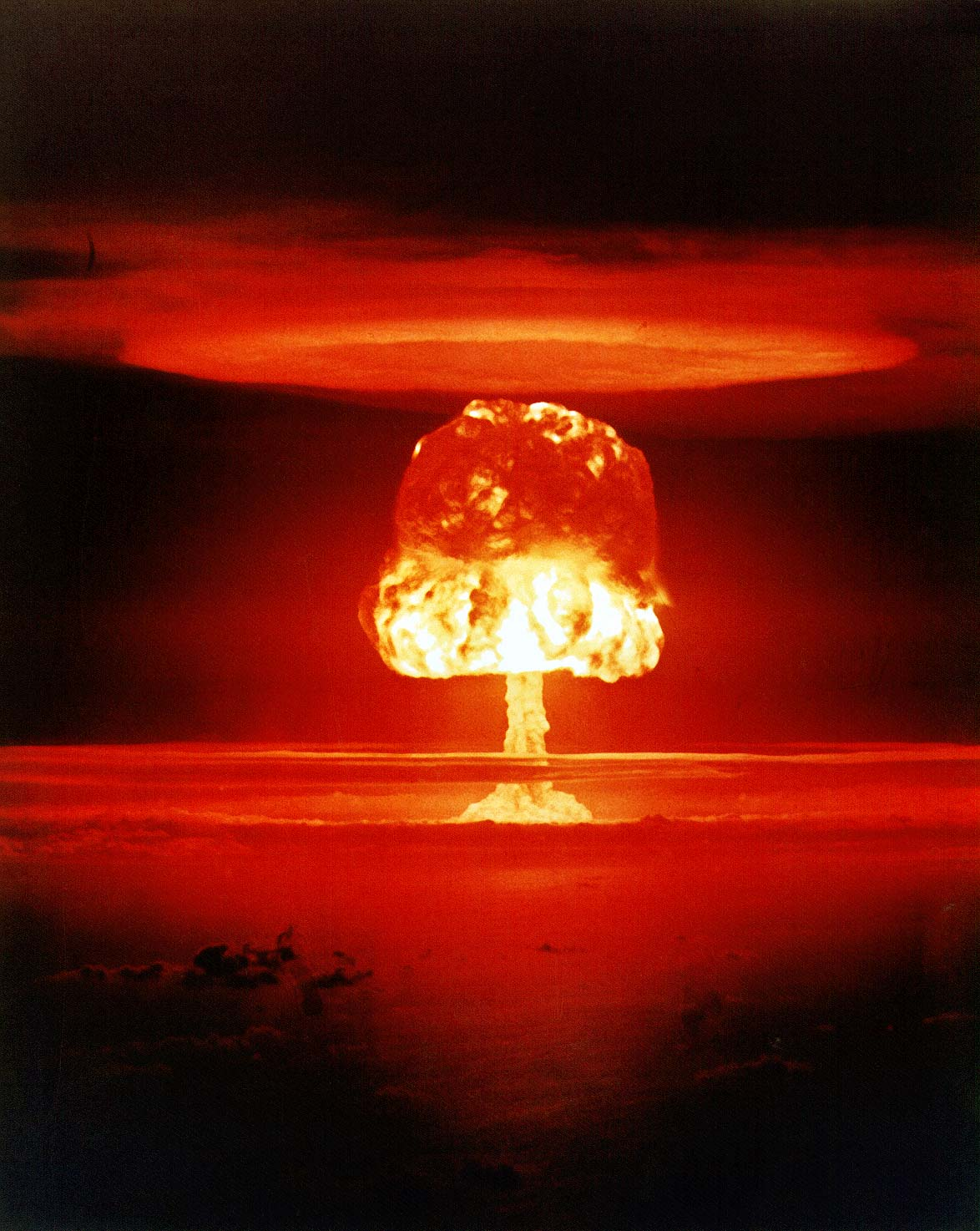
Фото ядерного випробування під кодовою назвою «Castle Romeo» (11 Мт) над атолом Бікіні 27 березня 1954 року

Пристрій Судного дня (Машина Судного дня, Машина Апокаліпсису, англ. doomsday device) — гіпотетичний пристрій або система пристроїв, здатний автоматично — без участі людини — завдати ядерного удару по ворожій країні у відповідь на аналогічний удар або його спробу. Таким чином, пристрій Судного дня самими своїм існуванням призначений запобігати застосуванню ядерної зброї під загрозою «кінця світу» для всіх протиборчих сторін.
Концепція пристрою Судного дня була розроблена американським фізиком-ядерником Германом Каном і викладена в його книзі «Про термоядерну війну» (1960).
Тема «пристрою Судного дня» активно розроблялася в мистецтві XX століття, коли досягнення в галузі науки й технології зробили можливим створення зброї масового ураження.

## Характеристики
Пристрій Судного дня розглядається як останній фактор стримування ворога від застосування ядерної зброї. Адже в разі її застосування обидві протиборчі сторони будуть взаємно знищені, і зупинити цей процес буде неможливо.
Пристрій першого типу може автоматично запускати велику кількість міжконтинентальних балістичних ракет, коли виявляє ядерний вибух на території своєї держави, або його невідворотне наближення — наприклад, якщо ворог уже запустив ракети з ядерними боєголовками зі свого боку.
Пристрій другого типу підриває декілька дуже потужних термоядерних бомб, спеціально розроблених для створення тривалого радіоактивного забруднення.
Відсутність втручання людей в роботу пристрою Судного дня, за задумом Кана, лякатиме потенційних агресорів, що віднадить їх від завдання першого ядерного удару.

## Реалізація
Створення пристрою Судного дня розглядалося передусім в контексті холодної війни між США та Радянським Союзом. Концепція цього пристрою була основою як американської, так і радянської ядерної стратегії в 1960-х і 1970-х роках. Ядерні арсенали США та Радянського Союзу були настільки великими, що жодна з цих держав не могла завдати першого ядерного удару по іншій, не залишившись вразливою до удару у відповідь, що закінчилося б взаємним гарантованим знищенням.
США офіційно не створювали подібного пристрою, натомість у 1993 році уповноважений американський експерт з питань російської армії в своєму інтерв'ю стверджував, що Радянський Союз розробив пристрій Судного дня на початку 1980-х років і цей пристрій все ще працює і перебуває на озброєнні. Автоматизована система, відома як «Периметр», була розроблена для запуску ядерних ракет по заздалегідь визначених точках у США, якщо буде виявлено ядерну атаку на Москву, а зв'язок з вищим військовим командуванням буде відсутній до моменту вибуху (якщо всі командири напевне будуть убиті). Існування «Периметра» згодом було підтверджено кількома колишніми радянськими чиновниками, але ними заперечувалася автоматичність цієї системи. Фактично система передавала сигнал про запуск ядерних ракет до пускових комплексів за допомогою спеціальних сигнальних ракет. А самі ядерні ракети запускали вручну уповноважені військовослужбовці. Створенню «Периметра» присвячено документальний фільм «Мертва рука: нерозказана історія перегонів холодної війни та її небезпечна спадщина» (2010) американського журналіста Девіда Гоффмана.

## Пристрій Судного дня в культурі
- Стенлі Кубрик зобразив пристрій у фільмі «Доктор Стрейнджлав, або Як я перестав хвилюватись і полюбив бомбу» (1964). В цій чорній комедії СРСР володіє такою системою відповіді на атаку з боку США.
- В епізоді «Машина Судного дня» (1967) оригінального телесеріалу «Зоряний шлях» екіпаж зорельота «Ентерпрайз NCC-1701» зустрічає в космосі автоматичний корабель, який руйнує планети на своєму шляху, використовуючи їхній матеріал як паливо. Капітан припускає, що корабель створила якась цивілізація з іншої галактики як пристрій взаємного гарантованого знищення для космічної війни. Коли його було застосовано, корабель продовжив виконувати завдання за закладеною програмою, хоча дійсних ворогів уже не лишилося. Пристрій того ж типу зображено в оповіданні «Вендетта» (1991), супутньому до телесеріалу «Зоряний шлях: Наступне покоління», де він був створений як засіб стримування борґів.
- У фільмі «Воєнні ігри» (1983) запуск ядерних ракет із США у відповідь на атаку СРСР керується штучним інтелектом. Ненавмисне запустивши симуляцію ядерної війни, школяр-хакер ледве не спричиняє запуск ракет. Однак, штучний інтелект після спілкування з ним робить висновок, що найкраща взаємовигідна стратегія — це відмовитися від війни.
- В епізоді «Кнопка мерця» (1997) телесеріалу «Зовнішні межі» зображено систему, що може автоматично задіяти всю зброю масового ураження в разі нападу іншопланетян. Існує 5 бункерів по світу, люди в яких повинні вручну відкладати зворотний відлік. Якщо цього не зробити, вся планета стане непридатною для життя та марною як ціль завоювання.
- У романі Лю Цисіня «Темний ліс» (2008) описано своєрідний пристрій Судного дня, що в разу нападу іншопланетян на Землю автоматично надсилає від Сонця в усі боки координати їхньої планети. Таким чином, і Земля і рідний світ нападників стануть вразливими для нападу інших цивілізацій.
- У мультсеріалі «Футурама» професор Г'юберт Фарнсворт має цілу збірку Пристроїв Судного дня власного виробництва. Принцип їх дії майже не пояснюється, однак у всіх випадках він якось стосується ядерної зброї.